# 丹·谢赫特曼
丹·谢赫特曼（希伯來語：דן שכטמן，1941年1月24日—）
，或译舍特曼。
以色列材料科學家。

## 生平
谢赫特曼出生于特拉维夫，在以色列理工學院取得機械工程學士後，又接連取得材料科學碩士與博士學位。任以色列理工学院菲利普托比亚斯材料科学教授、美国能源部埃姆斯实验室（Ames Laboratory）助理、爱荷华州立大学材料科学教授。1982年4月8日，谢赫特曼在快速冷卻的鋁錳合金中發現一種新形態的二十面體相（Icosahedral Phase）分子結構，開闢了研究准晶体的全新領域。
2011年獲諾貝爾化學獎，以表彰他「對准晶體的發現」。

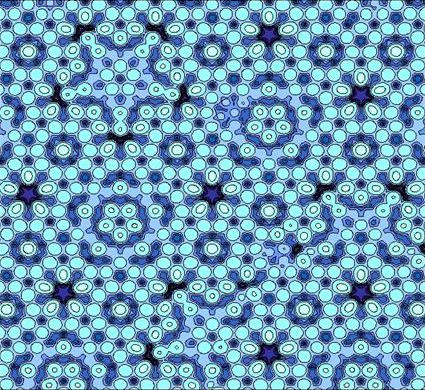
丹·谢赫特曼因其在准晶体领域的杰出贡献获得诺贝尔化学奖。准晶体是拥有有序但不具有平移对称性的结构的固体材料，如图中所展示的银铝合金。

## 职业生涯
1966年谢赫特曼获以色列理工学院机械工程理学士，1968年获材料工程硕士学位，1972年获材料工程博士学位。谢赫特曼教授后来成为俄亥俄州赖特·帕特森空军基地航空航天研究实验室的NRC研究员，在那里他花了三年时间研究钛铝合金的微观结构和物理冶金学。1975年他加入了以色列理工学院材料工程系。1981年至1983年，他在约翰斯·霍普金斯大学休假，在那里他参与了国家统计局的合作方案，研究快速凝固铝过渡金属合金。在这项研究中，他发现二十面体相，从而开创了准晶体的新领域。

### 工作遭到恶评
一开始好几年，谢赫特曼对晶体非周期性的解释遭到科学界的敌视，莱纳斯·鲍林甚至说他在“胡说”，“没有伪晶体，只有伪科学家。”
谢赫特曼研究小组的组长告诉他，“回去读教科书”，然后“让他停止为团队『带来耻辱』。”谢赫特曼感到很沮丧。
瑞典皇家科学院的诺贝尔奖委员会说，“他的发现极具争议性，”但他的工作“最终迫使科学界重新考虑他们对于物质本质的看法。”

### 获得实验证实
后来，其他科学家开始确认并接受准晶存在的实证研究结果。
通过谢赫特曼的发现，其他几个研究小组得以合成类似的准晶，发现这些材料具有较低的导热和导电性，同时具有较高的结构稳定性。在自然界中也存在准晶。准晶材料有许多应用，包括用于精细仪器耐用钢，不粘绝缘电线和烹饪设备的制造。2011年，谢赫特曼因此项发现获诺贝尔化学奖。

## 后来
1992-1994年，他在国家标准与技术研究所公休，在那里他研究了CVD金刚石的缺陷结构对其增长和属性的影响。谢赫特曼教授在以色列理工的研究是在路易·埃德尔斯坦中心进行和沃尔夫森中心(他是那儿的主任)进行的。他曾是理工学院多个议事委员会的成员，并且是其中一个的主席。
2004年他加入了愛荷華州立大學。现在他一年中有5个月在艾姆斯度过。

## 获奖
- 诺贝尔化学奖（准晶體的发现）（2011年）[4]
- 沃尔夫奖（物理）（1999年）[13]
- 以色列奖（物理）（1998年）[14]

## 延伸閱讀
- D. P. DiVincenzo and P. J. Steinhardt, eds. 1991. Quasicrystals: The State of the Art. Directions in Condensed Matter Physics, Vol 11. ISBN 981-02-0522-8.